# Большое Городище (Белгородская область)
Большо́е Городи́ще — село в Шебекинском районе Белгородской области, административный центр Большегородищенского сельского поселения.

## География
Расположено в 75 км от Белгорода (по трассе Р185 через Корочи и далее по трассе Короча-Шебекино). От Корочи село расположено в 24 км.
Через село проходит трасса Короча-Шебекино.
Село расположено на равнине, вдоль села протекает река Короча.

## История
Первое упоминание о селе находится в летописях за 1593—1596 годы, а также в писцовых книгах за 1616—1626 годы.
Село подчинялось городу Белгороду. Здесь размещались сторожа города до строительства оборонительной черты. Поэтому была проложена грунтовая дорога Белгород — Городище.
Уже в XVIII веке в селе были развиты местные промыслы и селитроварение. В селе на то время насчитывалось 267 дворов, проживал 1021 мужчина и 1059 женщин.
В годы Великой Отечественной войны село было оккупировано. Во время Курской битвы в сельской школе размещался госпиталь.

### История административного подчинения
Ранее село было в составе Купинской волости Корочанского уезда Курской губернии.
После в составе Большетроицкого района Курской области.

## Описание
В селе имеется средняя общеобразовательная школа имени Героя Советского Союза Н. Г. Сурнева, детский сад, Дом культуры, сельская библиотека, магазин, лесничество, медпункт, администрация сельского округа и почтовое отделение.
В центре села расположен памятник Воинской Славы и братская могила 64 советских воинов, погибших в боях с фашистскими захватчиками.

## Известные люди
- Машкин, Алексей Степанович (1816—1904) — педагог, этнограф-любитель, собиратель фольклора.
- Машкин, Сергей Иванович (1912—1995) — российский учёный, доктор биологических наук.
- Сурнев, Николай Григорьевич (1923—1952) — лётчик, в годы Великой Отечественной войны заместитель командира эскадрильи 866 иап, Герой Советского Союза.
- Черкашин, Николай Фёдорович (1922—1999) — генерал-полковник, заместитель командующего войсками ПВО СССР, участник Великой Отечественной войны.